# Break of Day
Break of Day és una pel·lícula australiana de 1976 ambientada immediatament després de la Primera Guerra Mundial. Fou dirigida per Ken Hannam i fou projectada com a part de la selecció oficial al Festival Internacional de Cinema de Sant Sebastià 1977.

## Trama
Començant a la costa de la Península de Gal·lípoli, al descans de la invasió de la península per part de les forces australianes a la primera guerra mundial, aquesta pel·lícula es trasllada a la tranquil·la ciutat de Tetlow el 1920.
Quan el jove inquiet veterà de guerra Tom Cooper (Andrew McFarlane) es distreu de la cacera amb la seva dona molt embarassada i els seus records quan coneix a Alice Hughes (Sara Kestelman), una artista amb formes bohèmies.
Quan els sofisticats amics de la ciutat bevedors de vi d'Alícia es presenten i observen condescendentment un partit de cricket rural, Tom comença a comprendre que Alice veu el món d'una manera diferent i torna a l'estil de vida del país, més trist, però potser també una mica més savi, o almenys més conscient, d'ell mateix i del món més gran.

## Repartiment
- Sara Kestelman - Alice Hughes
- Andrew McFarlane - Tom Cooper
- Ingrid Mason - Beth
- Tony Barry - Joe
- Eileen Chapman - Susan
- John Bell - Arthur
- Ben Gabriel - Mr Evans
- Dennis Olsen - Roger
- Geraldine Turner - Sandy
- Maurie Fields - Lou
- Malcolm Phillips - Robbie

## Producció
El guió era un original de Cliff Green que havia adaptat Picnic at Hanging Rock per a Pat Lovell. Green li va donar una còpia del guió el darrer dia de la sessió de rodatge de Picnic i es va interessar immediatament. Lovell:
| « | Si bé no es tracta d'un 'film de dones', és un tipus de pel·lícula, com "Picnic", al qual les dones els agradaria anar amb els seus marits. Hem tingut molta pornografia i molta violència i crec que la gent està preparada per a una història d'amor. Aquesta és una cosa real, i tot i que va passar el 1920, podria passar en qualsevol moment. És una història amb una enorme quantitat d'encant. Essencialment el que diu és que les persones poden estimar més d'una persona, però no es poden comunicar amb una d'elles. Crec que molta gent s'identificarà amb això. | » |

El pressupost fou d'unaa mica més de 500.000 dòlars, amb inversions de GUO Film Distributors, l'organisme d'inversions del govern federal l'Australian Film Commission i 61.000 dòlars / 65.000 dòlars del govern victorià (el productor Pat Lovell va citar en dos informes de diaris diferents - va ser la primera inversió en un llargmetratge del govern victorià, que va establir la Victorian Film Corporation per gestionar la inversió, però massa tard per obtenir del VFC un crèdit principal al film). Una enquesta de producció de Cinema Papers, de juny a juliol de 1976, va suposar un pressupost de 617.000 dòlars, però en la següent edició de setembre de octubre de 1976 va demanar disculpes als productors de la pel·lícula per errors tipogràfics i va reportar un pressupost de 507.000 dòlars. Es va estrenar a Austràlia al Bercy Cinema Mde elbourne el 31 de desembre de 1976.
El rodatge va començar a l'abril de 1976 a l'antiga ciutat minera d'or de Maldon, al centre de Victòria, en la que la part principal del rodatge va passar cinc setmanes. La casa de pedra aïllada que serveix com a refugi al personatge i artista femení principal, "Alice", es troba a pocs quilòmetres de la ciutat. Tanmateix, en aquell moment no se sabia que aquesta era la casa rural anomenada "Crofthill" que pertanyia a una família coneguda de la zona, els Waterson. En aquest cas, Ernest Edward Waterson i la seva dona Sarah Margaret (Nee Bishop). L'Ernest era fuster i pagès, però també va servir a la guerra dels Boers al 2a Mount Rifles i va viatjar força amb i sense la família. Malauradament, Ernest i Sarah van morir amb una diferència d'un any un de l'altre a Crofthill, a causa de la tuberculosi, deixant que família criés els fills i deixant Crofthill córrer en mal estat i es va arruïnar.
Les escenes de flashback de Gallipoli van ser rodades a Portsea, Victoria.
L'esposa de Hannam, Wendy Dickson hi va treballar com a dissenyadora de producció.
La pel·lícula està datada per les bases de dades d'Oxford i altres el 1976, sens dubte perquè la pel·lícula va obtenir el seu llançament d'estrena el darrer dia de l'any, però l'avís de drets d'autor al final de la pel·lícula nomena 1977 com a any de la producció. De vegades, els productors afegiran un any a l'hora de preparar els crèdits finals, sobretot si s'estableixen entre dos anys, millor cinquanta anys de drets d'autor del 1977 que a partir del 1976. Com que aquest lloc utilitza l'avís de copyright de la pel·lícula com a indicador clau de la data de producció, aquesta pel·lícula és datada al 1977.

## Recepció
La pel·lícula va rebre bones crítiques i va ser popular a Melbourne, però va tenir un mal rendiment a Sydney i no va aconseguir recuperar el seu pressupost.
Cliff Green va publicar més tard una novel·la del guió.

## Home Media
Break of Day fou editada en DVD per Umbrella Entertainment el gener de 2010. El DVD inclou el tràiler cinematogràfic com una edició especial.